# Mirror's Edge
Mirror's Edge is een actie/puzzel-computerspel, ontwikkeld door Digital Illusions CE en uitgebracht door Electronic Arts. Het spel werd in november 2008 voor de PlayStation 3 en Xbox 360 uitgebracht en op 13 januari 2009 voor Windows. In februari 2009 maakte Electronic Arts bekend dat het spel één miljoen keer is verkocht.

## Spelverloop
In het verhaal is de speler een zogenaamde runner, een soort koerier van geheime informatie. De speler rent over daken, en springt van gebouw naar gebouw om uiteindelijk de bestemming te bereiken, vergelijkbaar met parkour.
De speler is de runner Faith, wiens zus ten onrechte is opgepakt. De politie zit nu achter Faith aan. Zij zal allerlei opdrachten moeten uitvoeren waarbij de speler de agenten met hun eigen wapens kan doden, maar ze ook met haar blote handen buiten westen kan slaan (met onder andere kung-fu). De speler kan er ook voor kiezen de confrontatie te vermijden door met slim klauterwerk de politie af te schudden.
In totaal zijn er negen chapters (hoofdstukken). Verder is er een time trial mode en een speedrun mode waarin men het kan opnemen tegen de hele wereld. Men speelt de speedrun mode vrij door het spel uit te spelen.
In februari 2009 kwam er ook een DLC uit die 7 extra maps (gebieden) met 9 time trials bevat. De DLC is heel anders vergeleken met het normale spel, aangezien het totaal niet realistisch is: de gebieden staan namelijk vol met blokken waarop de speler kan klimmen en springen. De DLC is verkrijgbaar voor de PlayStation 3, PC, Xbox 360 en Apple iPad.

## Vervolgen
EA heeft Mirror's Edge 2 aangekondigd. In juni 2010 liet DICE weten dat het kleine groepje dat bij DICE in Stockholm aan Mirror's Edge 2 werkte, al een interne demo had van Mirror's Edge 2. De ontwikkeling van het spel moest echter gepauzeerd worden omdat de ontwikkeling van andere grote DICE-games op dat moment voorrang had; met name Battlefield 4. Op de E3 in 2013 heeft EA een Mirror's Edge 2 trailer laten zien. Mirror's Edge 2 moet net als Battlefield 4 op de Frostbite 3-engine gaan draaien en Faith zal wederom een centrale rol spelen. In de trailer is te zien hoe Faith de tatoeage onder haar oog krijgt en het vervolg (dat inmiddels de titel Mirror's Edge Catalyst heeft gekregen) lijkt dus een prequel te worden op Mirror's Edge 1.

## Ontvangst
| Beoordeeld door        | Platform      | Datum            | Score |
| ---------------------- | ------------- | ---------------- | ----- |
| Gameplanet             | PlayStation 3 | 19 november 2008 | 85%   |
| Gameplanet             | Xbox 360      | 19 november 2008 | 85%   |
| Game Captain           | Windows       | 15 januari 2009  | 82%   |
| G4 TV: X-Play          | PlayStation 3 | 11 november 2008 | 80%   |
| Yiya                   | Windows       | 14 maart 2009    | 80%   |
| Cheat Code Central     | Windows       | januari 2009     | 80%   |
| Game Informer Magazine | Xbox 360      | november 2008    | 80%   |
| Good Game              | PlayStation 3 | 10 november 2008 | 75%   |
| Game Shark             | Windows       | 21 januari 2009  | 75%   |
| Play.tm                | Windows       | 23 januari 2009  | 69%   |